# まりゑ
まりゑ（まりえ、1985年7月22日 - ）は、日本の女優、歌手。本名および旧芸名、宇野 まり絵（うの まりえ）。ファンタスマゴリックでの活動時は、MARiE。
東京都出身。キューブ所属。祖父は劇作家の宇野信夫。
舞台を中心に出演する傍ら、歌手活動として2011年にファンタスマゴリックを結成。また、創作の場の一つとして大人の部活動「女優倶楽部」を結成し、精力的に活動。SNSを駆使して様々なコラボ企画等を行っている。

## 来歴・人物
劇団若草附属養成所に入団し、1993年に舞台『塩祝い申そう』でデビュー。子役時代から舞台を中心に活動している。
2011年夏、RiRiKAとともにツインボーカルユニット「ファンタスマゴリック」を結成し、作詞と振付も担当。ファンタスマゴリック活動時の名義はMARiE。
2014年、芸名を本名の「宇野まり絵」から「まりゑ」へ改名。
2017年春に、10年近く所属した東宝芸能からキューブへ移籍。
2017年、宮澤エマ・皆本麻帆・関谷春子・万里紗とともに大人の部活動「女優倶楽部」を立ち上げ、活動。

## 出演

### 舞台
- ピーター・パン（1994年・1995年） - マイケル 役
- アニー（1996年） - アイリーン 役
- サンタのクリスマス （1996年）
- レ・ミゼラブル（1997年） - ガブローシュ 役
- Big（1999年）
- PURE LOVE（2003年）
- ふたり（2004年）
- ならず者行進曲（2006年） - 陸 役
- ラン（2006年） - ラン 役
- HIGH SCHOOL MUSICAL（2007年）
- CABARET（2007年）
- 君に捧げる歌（2007年） - モモ 役
- メモリーズ3 〜サードオファー〜（2008年） - 親堂恵 役
- 赤毛のアン（2008年） - ダイアナ 役
- ZIPANGU 〜遥かなる道〜（2008年） - 月観 役
- 星降る夜に踊る☆恋バナ（2010年）
- 戦国アクション時代劇『GARNET OPERA』（2010年） - お濃 役
- Musical BONNIE&CLYDE（2012年） - エレノア 役
- 飛び加藤（2012年）
- Chanson de 越路吹雪　ラストダンス（2012年）
- アンタッチャブー（2013年）
- ショーシャンクの空に（2013年）
- シャーロック ホームズ 〜アンダーソン家の秘密〜（2014年）
- ブラッドブラザーズ（2015年） - リンダ 役
- シャーロック ホームズ2 〜ブラッディ・ゲーム〜（2015年）
- 黒いハンカチーフ（2015年 - 、新国立劇場 中劇場） 曜子役
- ミュージカル『ドッグファイト』（2015年 -、シアタークリエ他）
- ミュージカル『ジャージー・ボーイズ』（2016年 - 、シアタークリエ）
- 舞台『Honganji リターンズ』（2016年 - 、明治座）
- 歌喜劇『市場三郎〜温泉宿の恋』（2016年 - 、東京グローブ座）
- 『君は即ち春を吸ひこんだのだ』（作：原田ゆう/演出：板垣恭一、2016年2月25日 - 3月1日、恵比寿・エコー劇場、公益社団法人日本劇団協議会）
- 舞台『エジソン最後の発明』（2017年 - 、シアタートラム他）
- オリジナルミュージカル『リューン〜風の魔法と滅びの剣〜』（2018年 - 、日本青年館ホール他）
- ミュージカル『ジャージー・ボーイズ』（2018年 - 、シアタークリエ他）
- ミュージカル『キューティ・ブロンド』（2019年 - 、シアタークリエ他）
- オリジナルミュージカル『リューン〜風の魔法と滅びの剣〜』（2019年 - 、日本青年館ホール他）
- ミュージカル『リトル・ショップ・オブ・ホラーズ』（2020年、シアタークリエ他） ※新型コロナウイルス感染拡大防止のために上演中止[6]
- 『大地(Social Distancing Version)』（2020年7月 PARCO劇場・同8月 サンケイホールブリーゼ） - ズデンガ 役[7][8]
- 『チョコレートドーナツ』（2020年12月- 、PARCO劇場他）マリアンナ役 他
- リーディング演劇 日本一わきまえない女優『スマコ』（2021年4月27日-12月31日 YouTubeにて公開）島村市子役
- ミュージカル『リトル・ショップ・オブ・ホラーズ』（2021年8月26日-9月11日 シアタークリエ）ロネット役
- 梅棒13th“RE”WORK『風桶』（2021年12月- 、本田劇場他）市丸役
- ミュージカル『シンデレラストーリー』(2022年9月6日-10月10日、日本青年館ホール他) ジェシカ役
- トランスレーション・マターズ上演プロジェクト2022『月は夜をゆく子のために』【第15回小田島雄志・翻訳戯曲賞受賞】(2022年10月8日-10月19日、すみだパークシアター倉) ジョジー・ホーガン役
- パルコ・プロデュース2022 『幽霊はここにいる』(2022年12月8日-2023年1月16日、PARCO劇場他)モデル嬢役他
- ミュージカル『サンキューベリーストロベリー』（2023年4月5日-4月30日、東京芸術劇場シアターイースト他）
- PARCO劇場開場50周年記念シリーズ『チョコレートドーナツ』（2023年10月8日-11月23日、PARCO劇場他）ベット・ミドラー,マリアンナ役
- 音楽劇『不思議な国のエロス』〜アリストパネス「女の平和」より〜（2024年2月16日-25日、新国立劇場 小劇場）ラムピトー 役[9]
- うねり〜踊らない二人〜（2024年3月13日-4月12日、京都劇場 他）[10]
- HYOEN2024 氷艶-十字星のキセキ-(2024年6月8日-11日、横浜アリーナ)
- Mystery Theater vol.2『スターライドオーダー2』（2024年12月29日、ブルースクエア四谷）[11]
- SAKURACROSS PROJECT『NINETEEEEN GRRRLZ'99』（2025年4月3日 - 13日、東京都内劇場）[12]
- ミュージカル『チョコレート・アンダーグラウンド』（2025年6月5日 - 29日、よみうり大手町ホール 他）[13][14]

### 映画
- リリィ・シュシュのすべて（2001年）
- 愛と誠（2012年） - ローズ 役
- マスカレード・ホテル（2019年）
- サイレント・トーキョー（2020年）
- すばらしき世界（2021年）

### テレビドラマ
- 黒の女教師 第3話（2012年8月3日、TBS）
- 終電バイバイ 第8話 下北沢駅（2013年3月4日、TBS） - 西内未来子 役
- 玉川区役所OF THE DEAD（2014年11月14日、テレビ東京）
- 松本清張〜坂道の家（2014年12月6日、テレビ朝日） - 竜崎朝美 役
- クリスマスドラマスペシャル わたしに運命の恋なんてありえないって思ってた (2016年12月20日、関西テレビ）
- 民衆の敵〜世の中、おかしくないですか!?〜 第1話、最終話（2017年、フジテレビ）
- チア☆ダン（2018年7月27日、TBS）
- グッドドクター　第２話、第５話（2018年、フジテレビ）
- 日経ドラマスペシャル「琥珀の夢」（2018年10月5日、テレビ東京）
- 日曜プライム ドラマスペシャル「警部補・碓氷弘一�〜マインド〜」（2018年11月25日、テレビ朝日）
- アライブ 第1話（2020年1月9日、フジテレビ）
- ルパンの娘 第4話（2020年11月5日、フジテレビ）
- 監察医 朝顔 第2シリーズ 最終話（2021年3月22日、フジテレビ）
- 天才てれびくん hello「スペシャルICTドラマ　ソノマの電空物語×ICT」（2022年1月17日〜19日、NHK Eテレ）-猫本先生 役
- 青野くんに触りたいから死にたい（2022年3月18日‐、WOWOW）
- ＷＯＷＯＷ×テレビ東京 共同製作連続ドラマ「ダブルチート 偽りの警官」Season2 第2話・第6話・第7話（2024年7月6日・8月3日・10日、WOWOW） - 渡辺哲也の妻 役[15]
- 日本テレビ　土ドラ9「放課後カルテ」第6話

### テレビ番組・ラジオ・CM・その他
- 九州三共「リヴィエールマンション〜ラタトゥイユ編〜」（2015年）
- 日清シスコ「ごろっとグラノーラ〜ごろグラチャンス篇〜」（2016年10月-）
- 「エジソン最後の発明」直前SP公開放送（2017年3月26日）
- 東京ディズニーリゾート35周年 "Happiest Celebration!"イン・コンサート（2018年 -、国際フォーラムA他）
- ミュージカル情報バラエティ『学べるミュージカる』（2019年1月2日、フジテレビ）

- 寝室用パネルエアコン「眠リッチ」 株式会社フジタ（2019年6月‐）
- 不可避研究中 美少女戦士レイワヤン（2019年12月-　NHK）
- 旭化成クックパーフライパン用ホイル「たまごを救え」篇　旭化成（2020年6月‐）
- オーディオドラマ「食べちゃいたい」（2021年8月31日‐11月07日  YouTubeにて公開（現在は公開終了） 原作：佐野洋子／演出：稲葉賀恵(文学座））
- 「銀座　天一」CMナレーション（2022年7月 イヤホンガイド）
- 生配信番組「シンストを10倍楽しむ方法」MC役（ZAIKO Vol.1（2022年6月25日）、Vol.2（2022年7月16日))
- 上田と女が吠える夜ＳＰ　ほんとにあった“ある意味”怖い話＆夏しちゃってるヤツ（2022年7月13日 日本テレビ）
- 上田と女が吠える夜 ３年遅れてるヤツ（2022年8月17日 日本テレビ）
- 上田と女が吠える夜　愚痴納め大デトックスSP(2022年12月21日 日本テレビ)
- TBSラジオ(レギュラー) ポケットカードプレゼンツ「気になる世界の身になるはなし」（2023年1月1日～2025年3月30日、毎週日曜20:30〜21:00放送）
- TEAM NACS Solo Project 5D2 -FIVE DIMENSIONS II-「生誕50周年記念！！大泉洋リサイタル」（2024年2月2日 日本武道館）
- CM 太陽生命の告知緩和型がん診断保険「あなたの太陽」編（2025年3月7日 声の出演）
- CM 太陽生命のひまわり認知症予防保険「あなたの太陽」編（2025年3月21日 声の出演）